# Grand Prix Hassan II 2023
Grand Prix Hassan II 2023 byl tenisový turnaj hraný na mužském profesionálním okruhu ATP Tour v Royal Tennis Clubu de Marrakech. Třicátý sedmý ročník Grand Prix Hassan II probíhal mezi 3. až 9. dubnem 2023 v marocké Marrákeši na otevřených antukových dvorcích. Představoval jedinou událost ATP Tour na africkém kontinentu.
Turnaj dotovaný 630 705 eury patřil do kategorie ATP Tour 250. Nejvýše nasazeným singlistou se stal dvacátý první tenista světa Lorenzo Musetti z Itálie, kterého ve čtvrtfinále vyřadil pozdější finalista Alexandre Müller. Jako poslední přímý účastník do dvouhry nastoupil německý 134. hráč žebříčku Jan-Lennard Struff. V důsledku invaze Ruska na Ukrajinu na konci února 2022 řídící organizace tenisu ATP, WTA a ITF s grandslamy rozhodly, že ruští a běloruští tenisté mohou dále na okruzích startovat, ale do odvolání nikoli pod vlajkami Ruska a Běloruska.
Druhou singlovou trofej na okruhu ATP Tour vybojoval 30letý Španěl Roberto Carballés Baena, který se poprvé v kariéře posunul do elitní světové padesátky, na 49. místo. Čtyřhru ovládli Brazilec Marcelo Demoliner s Italem Andreou Vavassorim a získali první společný titul.

## Rozdělení bodů a finančních odměn

### Rozdělení bodů
| Soutěž  | Soutěž | vítězové | finalisté | semifinalisté | čtvrtfinalisté | 16 v kole | 32 v kole | Q  | Q2 | Q1 |
| ------- | ------ | -------- | --------- | ------------- | -------------- | --------- | --------- | -- | -- | -- |
| dvouhra | [ 1 ]  | 250      | 150       | 90            | 45             | 20        | 0         | 12 | 6  | 0  |
| čtyřhra | [ 5 ]  | 250      | 150       | 90            | 45             | 0         | —         | —  | —  | —  |

### Finanční odměny
| Soutěž                              | Soutěž      | vítězové | finalisté | semifinalisté | čtvrtfinalisté | 16 v kole | 32 v kole | Q2      | Q1      |
| ----------------------------------- | ----------- | -------- | --------- | ------------- | -------------- | --------- | --------- | ------- | ------- |
| dvouhra                             | [ 1 ] [ 6 ] | 85 605 € | 49 940 €  | 29 355 €      | 17 010 €       | 9 880 €   | 6 035 €   | 3 020 € | 1 645 € |
| čtyřhra                             | [ 5 ]       | 29 740 € | 15 910 €  | 9 330 €       | 5 220 €        | 3 070 €   | —         | —       | —       |
| částka ve čtyřhře je uvedena na pár |             |          |           |               |                |           |           |         |         |

## Mužská dvouhra

### Nasazení
| Stát                           | Hráč                    | ATP | Nasazení |
| ------------------------------ | ----------------------- | --- | -------- |
| Itálie                         | Lorenzo Musetti         | 21. | 1.       |
| Spojené království             | Dan Evans               | 29. | 2.       |
| Nizozemsko                     | Botic van de Zandschulp | 32. | 3.       |
| Nizozemsko                     | Tallon Griekspoor       | 36. | 4.       |
| USA                            | Maxime Cressy           | 37. | 5.       |
| Francie                        | Richard Gasquet         | 40. | 6.       |
| Francie                        | Benjamin Bonzi          | 49. | 7.       |
| Chile                          | Nicolás Jarry           | 57. | 8.       |
| Žebříček ATP k 20. březnu 2023 |                         |     |          |

### Jiné formy účasti
Následující hráči obdrželi divokou kartu do hlavní soutěže:
- Elliot Benchetrit
- Younes Lalami Laaroussi
- Adam Moundir

Následující hráči postoupili z kvalifikace:
- Riccardo Bonadio
- Dimitar Kuzmanov
- Andrea Vavassori
- Elias Ymer

Následující hráči postoupili z kvalifikace jako šťastní poražení:
- Hugo Grenier
- Alexej Vatutin

### Odhlášení
před zahájením turnaje
- Federico Coria → nahradil jej  Hugo Grenier
- Laslo Djere → nahradil jej  Francesco Passaro
- David Goffin → nahradil jej  Pedro Martínez
- Ugo Humbert → nahradil jej  Jan-Lennard Struff
- Ilja Ivaška → nahradil jej   Pavel Kotov
- Alex Molčan → nahradil jej  Alexei Popyrin
- Arthur Rinderknech → nahradil jej  Alexandre Müller
- Juan Pablo Varillas → nahradil jej   Alexej Vatutin

## Mužská čtyřhra

### Nasazení
| Stát                                                                      | Hráč                 | Stát       | Hráč             | ATP  | Nasazení |
| ------------------------------------------------------------------------- | -------------------- | ---------- | ---------------- | ---- | -------- |
| Španělsko                                                                 | Marcel Granollers    | Nizozemsko | Matwé Middelkoop | 38.  | 1.       |
| Kolumbie                                                                  | Juan Sebastián Cabal | Kolumbie   | Robert Farah     | 47.  | 2.       |
| Rakousko                                                                  | Alexander Erler      | Rakousko   | Lucas Miedler    | 88.  | 3.       |
| Francie                                                                   | Jérémy Chardy        | Francie    | Fabrice Martin   | 136. | 4.       |
| USA                                                                       | Maxime Cressy        | Francie    | Albano Olivetti  | 138. | 5.       |
| Žebříček ATP k 20. březnu 2023; číslo je součtem umístění obou členů páru |                      |            |                  |      |          |

### Jiné formy účasti
Následující páry obdržely divokou kartu do hlavní soutěže:
- Elliot Benchetrit /  Adam Moundir
- Hamza El Amine /  Younes Lalami Laaroussi

Následující pár nastoupil z pozice náhradníka:
- Hendrik Jebens /  Petros Tsitsipas

### Odhlášení
před zahájením turnaje
- Juan Sebastián Cabal /  Robert Farah → nahradili je  Hendrik Jebens /  Petros Tsitsipas
- Máximo González /  Andrés Molteni → nahradili je  Sander Arends /  Ajsám Kúreší
- Ilja Ivaška /  Nicolás Jarry → nahradili je  Nicolás Jarry /  Luis David Martínez
- Nicolas Mahut /  Édouard Roger-Vasselin → nahradili je  Ivan Sabanov /  Matej Sabanov

## Přehled finále

### Mužská dvouhra
- Roberto Carballés Baena vs.  Alexandre Müller, 4–6, 7–6(7–3), 6–2

### Mužská čtyřhra
- Marcelo Demoliner /  Andrea Vavassori vs.  Alexander Erler /  Lucas Miedler, 6–4, 3–6, [12–10]